# Festival Organ Vida
Međunarodni festival fotografije Organ Vida hrvatska je fotografska manifestacija.

## Povijest
Festival je osnovan 2008. godine. Održava se svakog rujna u Zagrebu u organizaciji Fotografske udruge Organ Vida. Tijekom dva tjedna okuplja mlade suvremene domaće i međunarodne fotografe, ali i one već etablirane sa zajedničkim ciljem unaprjeđenja umjetnosti i suvremene fotografske prakse.

## Program
Program festivala pokušava potaknuti promišljanje i razgovor o ključnim, globalno i društveno važnim političkim pitanjima koja se mogu komunicirati kroz medij fotografije. Sudionici se prijavljuju temeljem otvorenog poziva. Svake godine odabire se druga tema festivala (neke od tema bile su: Crno bijela fotografija, Pokret, O ljudima, Dokumentarna fotografija, Prostori, Refleksije, Granice, Otkrivanja). Međunarodni stručni ocjenjivački sud pregledava i odabire kandidate čije se fotografije izlažu na središnjoj festivalskoj izložbi.
Festival osim izložbenog, uključuje edukativni, diskurzivni i filmski program unutar kojih se odvijaju konferencije, radionice, razgovori s umjetnicima, pregledi portfelja, predavanja, glazbene i kazališne predstave te filmske projekcije i slično.
Festival također surađuje s drugim strukovnim organizacijama i institucijama.

## Nagrada "Marina Viculin"
Festivalska Nagrada "Marina Viculin" dodjeljuje se od 2017. godine. Nazvana je imenom hrvatske povjesničarke umjetnosti Marine Viculin.

## Vanjske poveznice
Mrežna mjesta
- Festival Organ Vida  Arhivirana inačica izvorne stranice od 16. siječnja 2018. (Wayback Machine), službeno mrežno mjesto